# Polyptychus modestus
Polyptychus modestus är en fjärilsart som beskrevs av Maasen 1880. Polyptychus modestus ingår i släktet Polyptychus och familjen svärmare. Inga underarter finns listade i Catalogue of Life.